# 佩列米利
50°23′46″N 25°9′51″E / 50.39611°N 25.16417°E
佩列米利（烏克蘭語：Перемиль），是烏克蘭的村落，位於該國西部沃倫州，由盧茨克區負責管轄，始建於1097年，面積15.62平方公里，海拔高度188米，2001年人口1,041，人口密度每平方公里66.65人。